# Bhikaiji Cama

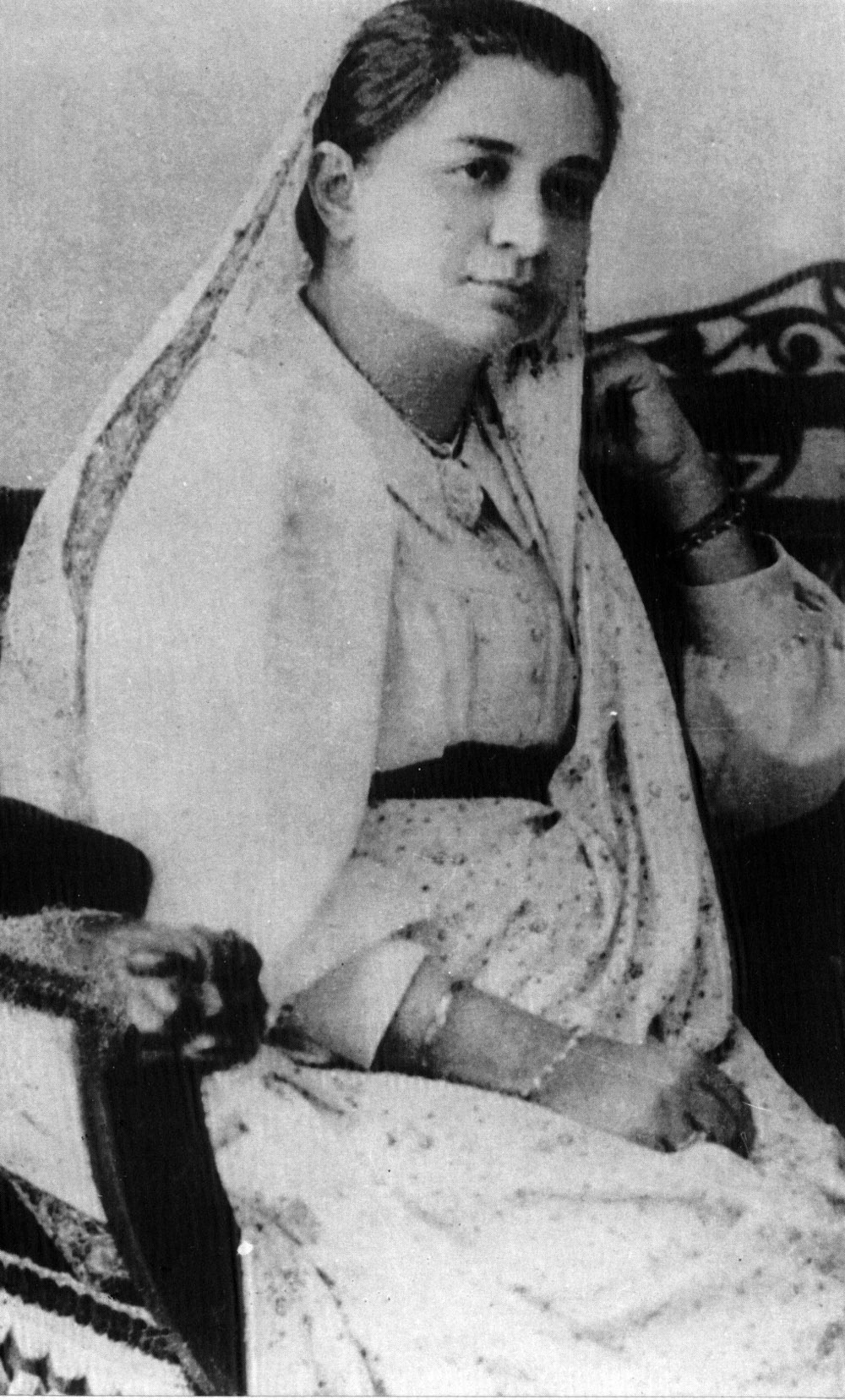
Bhikaiji Cama

Bhikaiji Rustom Cama (* 24. September 1861 in Bombay, Indien; † 13. August 1936  ebenda) war eine indische politische Aktivistin und Frauenrechtlerin. Sie verbrachte einen Großteil ihres Lebens im Exil und reiste durch Europa und Amerika, um Ressourcen und Unterstützung für ihre Landsleute zu sammeln. Sie hisste am 22. August 1907 als erste Person die indische Flagge im Ausland.

## Leben und Werk
Bhikaiji Cama war die Tochter von Jaijibai Sorabji Patel und Sorabji Framji Patel, der Rechtsanwalt und Kaufmann und ein einflussreiches Mitglied der Parsen-Gemeinde war.  Wie viele Parsi-Mädchen dieser Zeit besuchte sie die Alexandra Girls’ English Institution. Am 3. August 1885 heiratete sie den Anwalt Rustom Cama.
Im Oktober 1896 wurde die Präsidentschaft Bombay zunächst von einer Hungersnot und kurz darauf von der Beulenpest heimgesucht. Cama schloss sich als Freiwillige einem der vielen Teams des Grant Medical College an, welches später das Haffkines Forschungszentrum für Pestimpfstoffe wurde. Sie versorgte Kranke und impfte Gesunde. Cama erkrankte anschließend selbst an der Pest und da sie stark geschwächt war, wurde sie 1902 zur medizinischen Versorgung nach Großbritannien geschickt.

## Aktivitäten in England
1904 bereitete sie sich auf ihre Rückkehr nach Indien vor, als sie Shyamji Krishna Varma kennenlernte, der in der indischen Gemeinde Londons für seine nationalistischen Reden im Hyde Park bekannt war. Durch ihn lernte sie Dadabhai Naoroji kennen, den damaligen Präsidenten des Britischen Komitees des Indischen Nationalkongresses, für den sie als Privatsekretärin arbeitete.
Zusammen mit Naoroji und Singh Rewabhai Rana unterstützte Cama im Februar 1905 die Gründung der Indian Home Rule Society. In London wurde ihr mitgeteilt, dass ihre Rückkehr nach Indien verhindert würde, es sei denn, sie unterschreibe eine Erklärung, in der sie verspricht, sich nicht an nationalistischen Aktivitäten zu beteiligen. Da sie dies ablehnte, zog sie im selben Jahr nach Paris, wo sie zusammen mit Rana und Burjorji Godrej die Paris Indian Society gründete.

## Internationaler Sozialistenkongress

Basierend auf der Kalkutta-Flagge, Design der „Flagge der indischen Unabhängigkeit“, die von Bhikaji Cama am 22. August 1907 auf der Internationalen Sozialistischen Konferenz in Stuttgart gehisst wurde

Am 22. August 1907 fand in Stuttgart die Internationale Sozialistenkonferenz statt, an der Vertreter aus der ganzen Welt teilnahmen. Cama beschrieb dort die verheerenden Auswirkungen einer Hungersnot in Indien und die Unterdrückung der Inder. In ihrem Appell für Menschenrechte, Gleichberechtigung und Autonomie von Großbritannien entfaltete sie die Flagge der indischen Unabhängigkeit, die erste Version der indischen Nationalflagge, eine Trikolore aus grünen, safrangelben und roten Streifen. Camas Flagge, eine Modifikation der Kalkutta-Flagge, wurde von Cama und Vinayak Damodar Savarkar gemeinsam entworfen und sollte später als eine der Vorlagen dienen, aus denen die Nationalflagge von Indien erstellt wurde. Dieselbe Flagge wurde später von dem sozialistischen Führer Indulal Yagnik nach Indien geschmuggelt und ist heute in der Maratha and Kesari Library in Pune ausgestellt.

## Leben im Exil
Nach der Konferenz 1907 in Stuttgart reiste Cama auf einer ausgedehnten Vortragsreise ins Ausland, um die öffentliche Meinung gegen die britische Herrschaft in Indien zu mobilisieren, insbesondere unter den ausgewanderten Indern. Sie reiste durch die Vereinigten Staaten, um auf Vorträgen von den Indern zu erzählen, die für die Unabhängigkeit kämpften. Als Gerüchte über ihre Abschiebung aus England aufkamen, zog sie 1909 nach Paris, wo ihr Haus zum Hauptquartier für diejenigen wurde, die sich für die indische Unabhängigkeit einsetzten.
Mit dem Ausbruch des Ersten Weltkriegs 1914 wurden Frankreich und Großbritannien Verbündete, und alle Mitglieder der Paris India Society außer Cama und Rana verließen Frankreich. Sie und Rana wurden im Oktober 1914 kurzzeitig festgenommen, als sie versuchten, unter den Truppen des Punjab-Regiments zu agitieren, die gerade auf ihrem Weg zur Front in Marseille angekommen waren. Sie mussten Marseille verlassen, und Cama zog dann in das Haus von Ranas Frau in der Nähe von Bordeaux. Im Januar 1915 deportierte die französische Regierung Rana und seine Familie auf die Karibikinsel Martinique, und Cama wurde nach Vichy geschickt, wo sie interniert wurde. Bei schlechter Gesundheit wurde sie im November 1917 freigelassen, durfte nach Bordeaux zurückkehren und musste sich wöchentlich bei der örtlichen Polizei melden. Nach dem Krieg kehrte Cama in ihr Haus in Paris zurück.
Cama lebte bis 1935 in Europa im Exil. Als sie schwerkrank und durch einen Schlaganfall gelähmt war, beantragte sie bei der britischen Regierung durch Sir Cowasji Jehangir in einer Petition, nach Hause zurückkehren zu dürfen. Mit einem Schreiben aus Paris am 24. Juni 1935 willigte sie ein, auf aufrührerische Aktivitäten zu verzichten. In Begleitung von Jehangir kam sie im November 1935 in Bombay an und starb neun Monate später im Alter von 74 Jahren im Parsi General Hospital.

## Anerkennungen

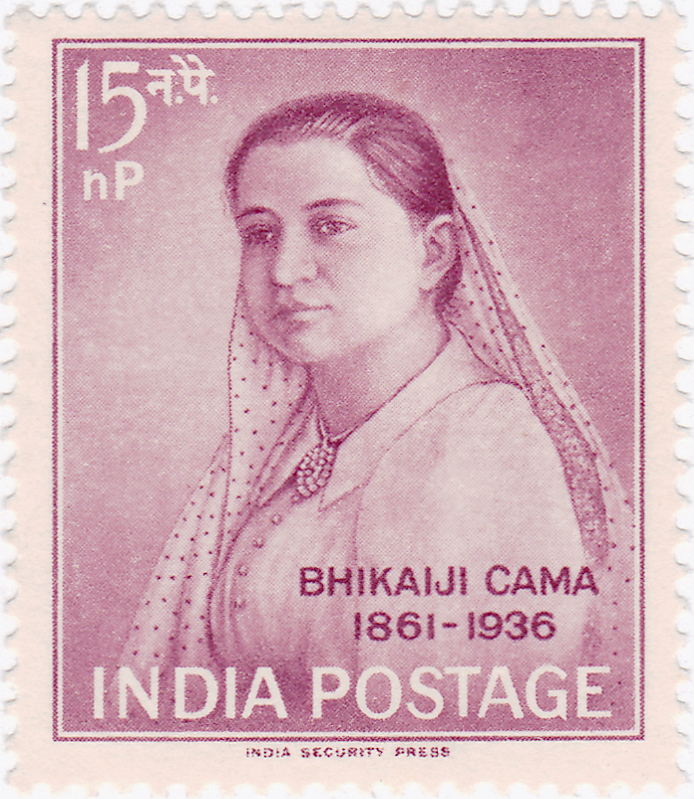
Cama auf einer Briefmarke von 1962 von Indien

- Bikhaiji Cama vermachte den größten Teil ihres persönlichen Vermögens dem Avabai Petit Waisenhaus für Mädchen, der heutigen Bai Avabai Framji Petit Girls’ High School, welches eine Stiftung in ihrem Namen gründete.[4]
- Mehrere indische Städte haben Straßen und Orte nach Bhikhaiji Cama oder Madame Cama, wie sie auch genannt wurde, benannt.
- Am 26. Januar 1962, dem 11. Tag der Republik in Indien, gab die indische Post- und Telegraphenabteilung ihr zu Ehren eine Sonderbriefmarke heraus.
- 1997 benannte die indische Küstenwache ein Patrouillenschiff ICGS Bhikaji Cama.[5]
- Bhikaji Cama Place heißt ein Bürohochhauskomplex in Süd-Delhi, der Regierungsbüros und Unternehmen beherbergt.